# Kittiwake Coast
De Kittiwake Coast is een kuststrook in het noordoosten van Newfoundland, een groot eiland voor de oostkust van Canada. De kust dankt zijn naam aan de vele drieteenmeeuwen (Engels: kittiwakes) die jaarlijks aan deze rotsachtige Atlantische kuststrook komen broeden.

## Geografie
Het kustgebied strekt op Newfoundland algemeen beschouwd ruim 400 km van Lewisporte in het noordwesten tot Gambo in het zuidoosten. Soms wordt ook het gebied tussen Gambo en het Nationaal Park Terra Nova (met onder meer Eastport en Salvage) tot het gebied gerekend. De grote eilanden die voornamelijk voor het westelijke gedeelte van deze kuststrook liggen, waaronder Fogo Island, New World Island en de Twillingate-eilanden, behoren eveneens tot de Kittiwake Coast.
Het westelijke kustgedeelte hoort bij Notre Dame Bay, het noordelijke gedeelte bij de Sir Charles Hamilton Sound en het noordoostelijke gedeelte bij de open wateren van de Atlantische Oceaan. Het oostelijke gedeelte ten zuiden van Cape Freels hoort bij Bonavista Bay.
Belangrijke plaatsen aan de Kittiwake Coast zijn onder meer Lewisporte, Twillingate, Frederickton, Musgrave Harbour, Lumsden, New-Wes-Valley, Greenspond, Hare Bay en Gambo.

## Toerisme
Verschillende provinciale routes maken deel uit van een van de drie toeristische wegenroutes die doorheen het kustgebied uitgestippeld zijn. Het betreft de "Road to the Isles" (van Lewisporte tot Twillingate) en de "Road to the Shore" (een lus via Gander die tussen Gambo en Gander Bay langs de kust loopt). In het gebied tussen Gambo en het nationaal park Terra Nova ligt voorts the "Road to the Beaches".
In de gemeente Gambo, die zichzelf als de oostelijke toegangspoort tot de Kittiwake Coast bestempeld, bevindt zich een museum dat tegelijkertijd dienstdoet als informatiecentrum voor toeristen die de kust wensen te bezoeken.

## Galerij

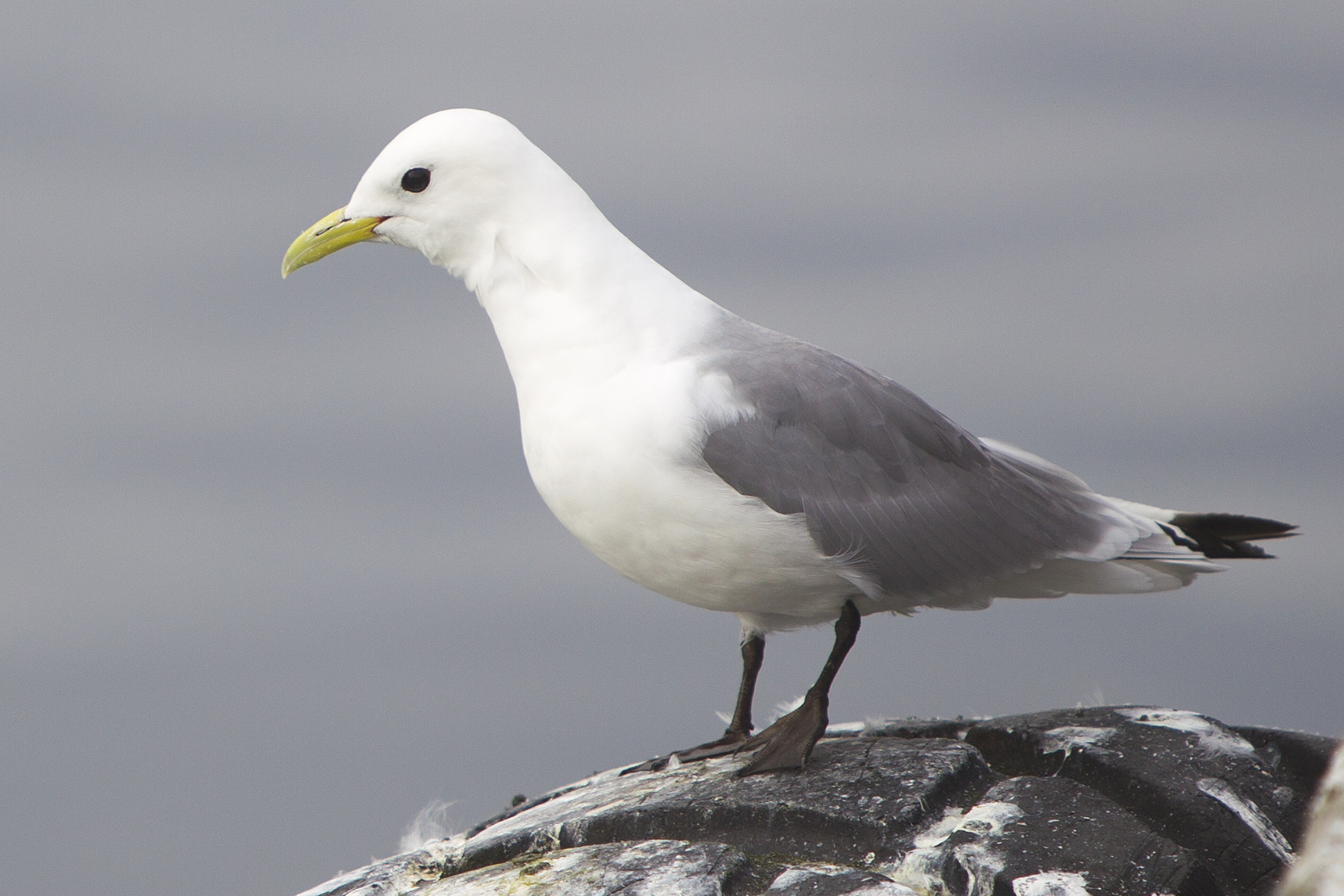
Een drieteenmeeuw
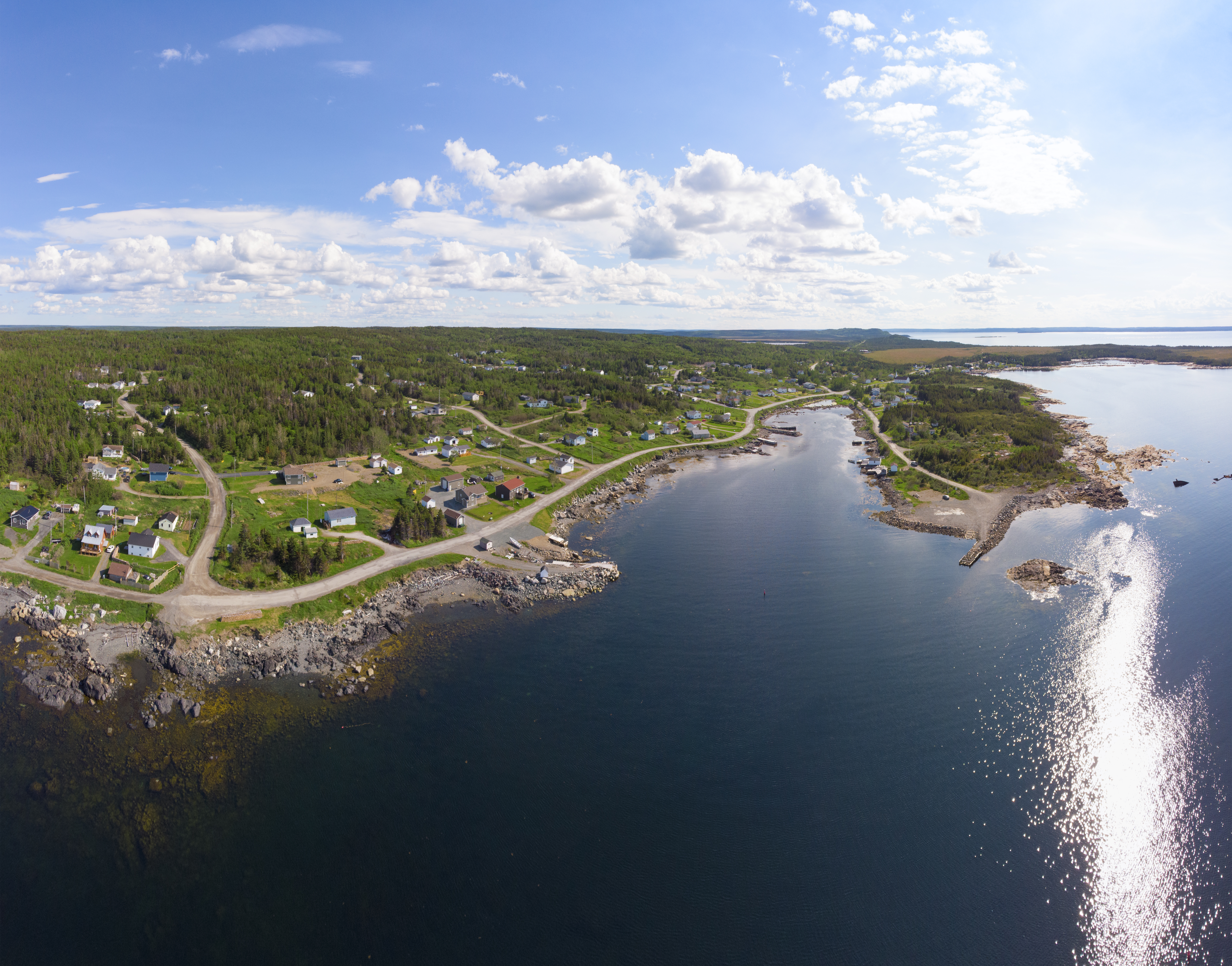
Luchtbeeld van Frederickton
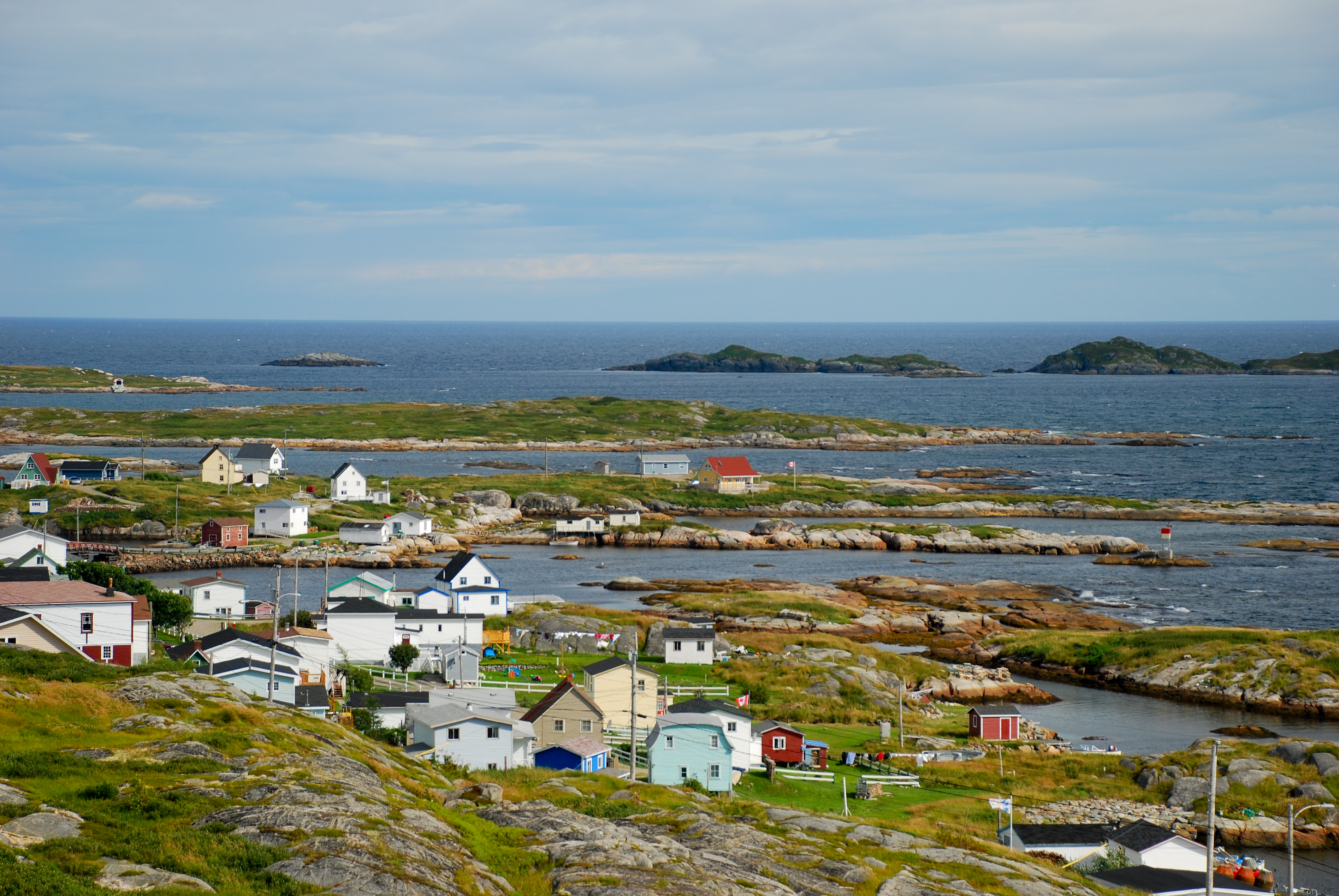
Zicht op de kust van Greenspond
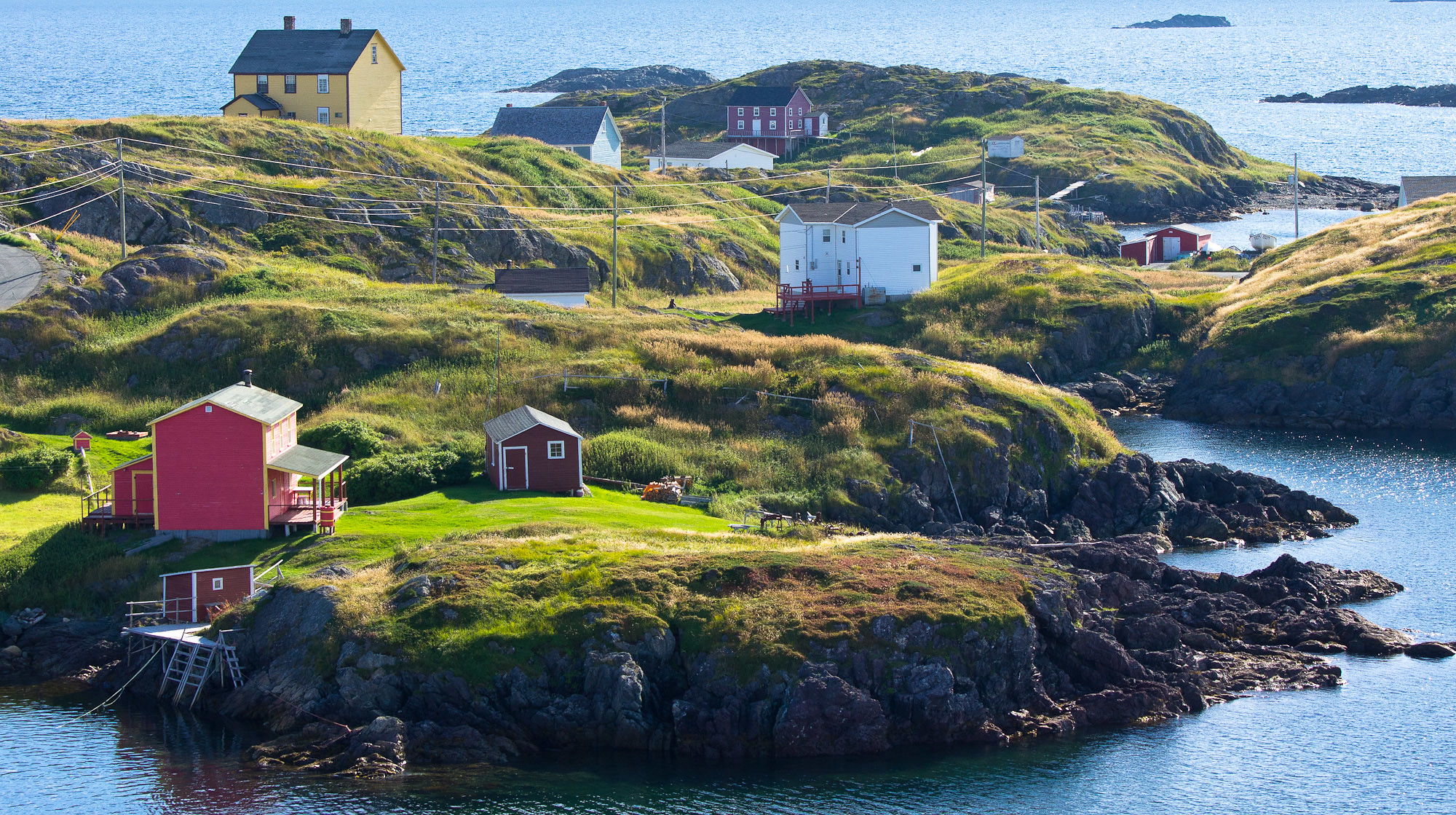
De tot de Kittiwake Coast behorende Change-eilanden